# Marian Karol Dubiecki
Marian Karol Dubiecki (ur. 26 sierpnia 1838 w Zasławiu, zm. 24 października 1926 w Krakowie) – polski historyk, sekretarz Rusi w Rządzie Narodowym powstania styczniowego.

## Życiorys
W 1860 ukończył studia na Uniwersytecie Kijowskim. Tam należał do tajnego Związku Trojnickiego. W dobie manifestacji patriotycznych 1860–1861 brał udział w demonstracjach. Za udział w manifestacji 10 października 1861 w Horodle został aresztowany i wywieziony wraz z bratem do Wiatki, a później do Tambowa na zesłanie. Uwolniony, w listopadzie 1862 powrócił do kraju.
8 maja 1863 przybył do Warszawy, gdzie został mianowany sekretarzem Wydziału Rusi Rządu Narodowego. W czasie dyktatury Romualda Traugutta był pośrednikiem pomiędzy nim a dyrektorem spraw zagranicznych Henrykiem Krajewskim. 10 kwietnia 1864 został aresztowany i osadzony na Pawiaku. Torturowany przez rosyjskich śledczych (złamana szczęka i głębokie blizny na plecach) – zachował milczenie. Przeniesiony do X Pawilonu Cytadeli Warszawskiej. Skazany na karę śmierci, zamienioną 30 lipca na katorgę z pozbawieniem wszystkich praw publicznych.
W 1868 z katorgi przeniesiony na dożywotnie osiedlenie do Irkucka. Na Syberii rozpoczął badania historyczne dziejów polskich Sybiraków, ogłaszane później w warszawskim Tygodniku Ilustrowanym. Był pierwszym autorem, który opracował życiorys Nicefora Czernichowskiego, polskiego zesłańca i założyciela państewka nad Amurem. W 1874 dostał pozwolenie na powrót do Rosji Europejskiej z wyłączeniem ziem polskich. Osiadł w Jekaterynosławie. W 1879 opublikował monografię Kudak, twierdza kresowa, nagrodzoną przez Akademię Umiejętności w Krakowie. W latach 1880–1883 przebywał w Odessie. 
W 1883 dzięki amnestii powrócił do Warszawy. W 1884 osiadł na stałe w Krakowie. Był członkiem prezydium Komitetu Obrony Państwowej w Krakowie w 1920. W 1923 otrzymał tytuł honorowego doktora medycyny Uniwersytetu Jana Kazimierza we Lwowie (wyróżniony wówczas w gronie siedmiu weteranów powstania styczniowego).
Po śmierci został pochowany na cmentarzu Rakowickim. 31 października 1928 roku przeniesiono jego prochy do grobowca zbudowanego niedaleko grobu powstańców 1863 roku. Grób został postawiony przez władze Rzeczypospolitej Polskiej na terenie przekazanym bezpłatnie przez gminę Kraków. Na fasadzie grobu wykuto kamiennego orła i umieszczono napis: Pamięci Marjana Dubieckiego  * 1838 † 1926, członka Rządu Narodowego z r. 1863 – Rząd Rzeczypospolitej Polskiej.

## Książki
- Na kresach i za kresami, Kijów 1914, na stronie WBP w Lublinie.

## Odznaczenie
- Krzyż Komandorski z Gwiazdą Orderu Odrodzenia Polski (5 sierpnia 1921)[10]